# 미허일레스쿠 정리
미허일레스쿠 정리(Mihăilescu's theorem, -定理) 또는 카탈랑의 추측(Catalan's conjecture)은 수론의 정리로, 프랑스 수학자 외젠 샤를 카탈랑(Eugène Charles Catalan)이 1844년 추측하고 루마니아 수학자 프레다 미허일레스쿠(Preda Mihăilescu)가 2002년 증명하였다. 다음과 같은 내용이다.
- x, y, n, m을 1보다 큰 정수라 하자. 그러면, 식 {\displaystyle x^{n}-y^{m}=1}을 만족하는 경우는 오직 {\displaystyle 3^{2}-2^{3}=1}의 경우뿐이다.

## 같이 보기
- 페르마-카탈랑 추측
- 테일데만의 정리
- 빌의 추측
- 스퇴르메르 정리

## 참고 문헌
- Catalan, Eugene. (1844): Note extraite d’une lettre adressée à l’éditeur. J. Reine Angew. Math., 27:192.
- Preda Mihăilescu (2004). "Primary Cyclotomic Units and a Proof of Catalan's Conjecture" 보관됨 2020-06-02 - 웨이백 머신. J. Reine angew. Math. 572 (572): 167–195. doi:10.1515/crll.2004.048. MR2076124.